# ラブライブ!虹ヶ咲学園スクールアイドル同好会 First Live “with You”
『ラブライブ！虹ヶ咲学園スクールアイドル同好会 First Live “with You”』（ラブライブ にじがさきがくえんスクールアイドルどうこうかい ファースト ライブ ウィズ ユー）は、2020年8月5日に発売された虹ヶ咲学園スクールアイドル同好会の映像作品。2019年12月14日・15日に武蔵野の森総合スポーツプラザ・メインアリーナにて行われたニジガクの1stライブ『ラブライブ！虹ヶ咲学園スクールアイドル同好会 First Live “with You”』の公演の模様が収録された。
このライブは初期メンバー9人のみが参加していたが、既に虹ヶ咲のメンバーとして内定していた小泉萌香（三船栞子 役）、内田秀（ミア・テイラー 役）、法元明菜（鐘嵐珠 役）3人についても関係者としてライブを観覧した。

## リリース
虹ヶ咲学園スクールアイドル同好会2枚目の映像作品。2019年12月20日に放送された生放送『「届け！ときめき――。」First Liveありがとう生放送！
～ちょっと離れたDay3～』内でBlu-rayとDVDでの発売決定が発表された。
2019年12月14日公演分を収録した「Day 1」と、12月15日公演分を収録した「Day 2」がDVDとBlu-rayで発売するほか、Blu-rayのみを両日分を収録した「Blu-ray Memorial BOX」が発売された。
本来は6月17日に発売の予定だったが、新型コロナウイルス感染拡大によって政府により発令された緊急事態宣言（改正・新型インフルエンザ等対策特別措置法）に伴う制作遅延により発売が延期された。その後、緊急事態宣言が解除された後に放送された生放送『ラブライブ！虹ヶ咲学園スクールアイドル同好会生放送特別授業「ニジガク史」同級生わくわくクラスルーム～3時間目～』の中で8月5日に発売日が決定したことが発表された。

## チャート成績
2020年8月17日付のオリコン週間ランキングでは、Blu-ray週間ランキングで初動1.2万枚を売り上げ4位にランクインした。

## 収録内容

### 本編（Day1）

#### Disc 1
1. TOKIMEKI Runners - 虹ヶ咲学園スクールアイドル同好会[メンバー 1]
2. 夢への一歩 - 上原歩夢（大西亜玖璃）
3. 開花宣言 - 上原歩夢（大西亜玖璃）
4. ☆ワンダーランド☆ - 中須かすみ（相良茉優）
5. ダイアモンド - 中須かすみ（相良茉優）
6. オードリー - 桜坂しずく（前田佳織里）
7. あなたの理想のヒロイン - 桜坂しずく（前田佳織里）
8. 友 & 愛 - 宮下愛（村上奈津実）
9. めっちゃGoing!! - 宮下愛（村上奈津実）
10. ドキピポ☆エモーション - 天王寺璃奈（田中ちえ美）
11. テレテレパシー - 天王寺璃奈（田中ちえ美）
12. My Own Fairy-Tale - 近江彼方（鬼頭明里）
13. 眠れる森に行きたいな - 近江彼方（鬼頭明里）

#### Disc 2
1. Evergreen - エマ・ヴェルデ（指出毬亜）
2. 声繋ごうよ - エマ・ヴェルデ（指出毬亜）
3. Wish - 朝香果林（久保田未夢）
4. Starlight - 朝香果林（久保田未夢）
5. CHASE! - 優木せつ菜（楠木ともり）
6. MELODY - 優木せつ菜（楠木ともり）
7. Love U my friends - 虹ヶ咲学園スクールアイドル同好会[メンバー 1]
8. CHASE! - 優木せつ菜（楠木ともり）
9. TOKIMEKI Runners - 虹ヶ咲学園スクールアイドル同好会[メンバー 1]

### 本編（Day2）

#### Disc 3
1. TOKIMEKI Runners - 虹ヶ咲学園スクールアイドル同好会[メンバー 1]
2. 夢への一歩 - 上原歩夢（大西亜玖璃）
3. 開花宣言 - 上原歩夢（大西亜玖璃）
4. ☆ワンダーランド☆ - 中須かすみ（相良茉優）
5. ダイアモンド - 中須かすみ（相良茉優）
6. オードリー - 桜坂しずく（前田佳織里）
7. あなたの理想のヒロイン - 桜坂しずく（前田佳織里）
8. 友 & 愛 - 宮下愛（村上奈津実）
9. めっちゃGoing!! - 宮下愛（村上奈津実）
10. ドキピポ☆エモーション - 天王寺璃奈（田中ちえ美）
11. テレテレパシー - 天王寺璃奈（田中ちえ美）
12. My Own Fairy-Tale - 近江彼方（鬼頭明里）
13. 眠れる森に行きたいな - 近江彼方（鬼頭明里）

#### Disc 4
1. Evergreen - エマ・ヴェルデ（指出毬亜）
2. 声繋ごうよ - エマ・ヴェルデ（指出毬亜）
3. Wish - 朝香果林（久保田未夢）
4. Starlight - 朝香果林（久保田未夢）
5. CHASE! - 優木せつ菜（楠木ともり）
6. MELODY - 優木せつ菜（楠木ともり）
7. Love U my friends - 虹ヶ咲学園スクールアイドル同好会[メンバー 1]
8. ダイアモンド - 中須かすみ（相良茉優）
9. TOKIMEKI Runners - 虹ヶ咲学園スクールアイドル同好会[メンバー 1]

### 特典ディスク（Disc 5）
1. ラブライブ!虹ヶ咲学園スクールアイドル同好会 First Live “with You” メイキング映像

### ユニットメンバー
1. 1 2 3 4 5 6  上原歩夢（大西亜玖璃）、中須かすみ（相良茉優）、桜坂しずく（前田佳織里）、朝香果林（久保田未夢）、宮下愛（村上奈津実）、近江彼方（鬼頭明里）、優木せつ菜（楠木ともり）、エマ・ヴェルデ（指出毬亜）、天王寺璃奈（田中ちえ美）